# Хелиос (космически апарат)
Вижте пояснителната страница за други значения на Хелиос.
Космическите сонди Хелиос са изстреляни в средата на 70-те години на 20 век от Федерална република Германия и НАСА. И двете сонди са изстреляни от космическия център Кейп Канаверал от ракета-носител Титан III.
Сондите са две – Хелиос I и Хелиос II. Изстреляни са в хелиоцентрична орбита за да изучават процесите протичащи в Слънцето. Успяват да поставят рекорд за най-бърз обект правен от човек – 252 792 km/h. Освен това поставят и рекорд за най-голямо доближаване до Слънцето, на разстояние 45 млн. км от повърхността му.
Сондата Хелиос II е изстреляна в орбита 13 месеца след Хелиос I. И двата космически апарата обикалят около Слънцето в елипсовидна орбита с най-близко разстояние 0,3 AU, а най-отдалечено на 1 AU.
Двете сонди завършват първоначалните си мисии в началото на 80-те години и продължават да изпращат информация до 1985 г. Към днешна дата сондите вече не функционират, но все още се движат по елиптична орбита около Слънцето.
Названието Хелиос е използвано също и за експериментален апарат от НАСА – прототип Хелиос, както и за серия от френски разузнавателни спътници Хелиос 1B и Хелиос 2A.